# Tommy Coyne
Thomas Coyne, noto come Tommy Coyne (Govan, 14 novembre 1962), è un allenatore di calcio ed ex calciatore irlandese, di ruolo attaccante.

## Palmarès

### Giocatore

#### Club
- Forfarshire Cup: 1

Dundee United: 1984-1985

#### Individuale
- Capocannoniere del Campionato scozzese: 1

1994-1995 (16 gol)